# 전읍천
전읍천(錢邑川)은 울산광역시 울주군 두서면 전읍리의 수정내저수지에서 발원하여 태화강의 지류인 대곡천(현재 태화강 본류)으로 흘러드는 하천이다.